# مدينة الرياح (مسلسل)
مدينة الرياح، مسلسل كويتي أنتج وعرض بعام 1988، كتبه طارق عثمان وأخرجه عبد الرحمن الشايجي.

## قصة المسلسل
تدور قصة المسلسل حول «عجاج» الذي لا يعرف من هم أهله ولا يعرف سوى إن الشخص الذي قام بتربيته قد أخبره بأنه ابن رجل عظيم وأوصاه بالذهاب إلى ‹مدينة الرياح› للبحث عنه، وفي ذات الوقت يكون هناك شخص يعرف سرّ عجاح وهو «الحيزبون الأكبر» الشرير الذي يريد نشر الدمار في كل مكان، فيكلف أبنائه «علقم» و«حيزبونة» لمحاولة تغيير عجاج ليتحول إلى شخص كاذب ومخادع ويزرعون الحقد بداخله وذلك لأن الحيزبون الأكبر لديه نبؤه بأنه يستطيع أن ينشر الدمار بالعالم عن طريق حاكم ‹مدينة الرياح›، وكون عجاج هو بالأساس ابن الحاكم من زوجته الأولى وبسبب جريمة كبرى قام بها الحيزبون الأكبر مع زوجة حاكم المدينة الثانية «كهرمانة» استطاعا أن يضران والدة عجاج ويجعلان الحاكم يخرجها من المدينة خوفًا عليها وعلى ابنها. وكون علقم وحيزبونة قاما بإغلاق كل السبل أمام عجاج كي يستطيع أن يستمر على الخير الذي بداخله، فقرر بعد أن وجد أن صدقه وأمامنته دومًا ما ترجع إليه بأمور عكسية هي بالأساس من تدبير علقم وحيزبونة فقرر أن يتغير، وفعلًا يكشف له الحيزبون الأكبر سرّ أنه ابن حاكم مدينة الرياح، وبل وأن الحاكم قبل وفاته قد كشف السر أمام عجاج وأخبره بأنه ابنه واسمه «سليمان». وبعد هجوم قام به عجاج وجماعة الحيزبون الأكبر يستطيعون السيطرة على مدينة الرياح وتنصيب عجاج حاكمًا لها، ووقتها يأتي دور الحيزبون الذي أراد من مساعدة عجاج بتولي حكم مدينة الرياح أن ينشر الدمار بالعالم، إلا أن الخير بداخل عجاج يأبي ذلك ويجعله يؤجل هذه الأمور. وفي النهاية ينكشف لعجاج السر الحقيقي والذي أخبرته به «أم بهلول» التي ربته وتعرف الحقيقة كامله، حيث أخبرته إن من الحيزبون الأكبر من أسباب وفاه أمه، فيتعاون عجاج مع أخيه من أبيه «نعمان» والخيرين من أهل المدينة من أجل الخلاص من الحيزبون الأكبر وأبنائه، ويستطيعون ذلك.

## الفنانون المشاركون
- خالد العبيد .. في دور علقم.
- أحمد الصالح .. في دور شاه بندر التجار.[1]
- عبد الرحمن العقل .. في دور عجاج.
- هدى حسين .. في دور ياسمين.
- محمد جابر .. في دور بهلول.
- جاسم النبهان .. في دور قائد الشرطة سالم بن عبد الله.
- زهرة الخرجي .. في دور حيزبونة.
- محمد حسن .. في دور القاضي.
- طارق العلي .. في دور نعمان.
- عبد الناصر درويش .. في دور المجنون.
- محمد العجيمي .. في دور الطبيب.
- ماجد سلطان .. في دور الحيزبون الأكبر.
- محمد السريع .. في دور قائد العسس.
- أسمهان توفيق .. في دور كهرمانة.
- عبد الحميد الرفاعي .. في دور حاكم مدينة الرياح.
- أمل عباس .. في دور أم بهلول.

## وصلات خارجية
- مقدمة المسلسل على يوتيوب